# أورك (مترو باريس)
أورك (بالفرنسية: Ourcq)‏ هي محطة مترو تابعة لمترو باريس تقع في فرنسا في الدائرة التاسعة عشرة في باريس.[بحاجة لمصدر]